# Новоукраинка (Вольнянский район)
Новоукра́инка (укр. Новоукраїнка) — село,
Кировский сельский совет,
Вольнянский район,
Запорожская область,
Украина.
Код КОАТУУ — 2321582006. Население по переписи 2001 года составляло 159 человек.

## Географическое положение
Село Новоукраинка находится на расстоянии в 1 км от села Берестовое и в 2-х км от сёл Овчарное, Шевченково и Солёное.
По селу протекает пересыхающий ручей с запрудой.

## История
- 1770 год — дата основания.